# Les Nouvelles Aventures d'Aladin
Pour les articles homonymes, voir Aladin.
Série
Alad'2
Pour plus de détails, voir Fiche technique et Distribution.
Les Nouvelles Aventures d'Aladin est un film de Noël français réalisé par Arthur Benzaquen et sorti en 2015.

## Synopsis
La veille de Noël, Sam et Khalid sont déguisés en père Noël dans les Galeries Lafayette, espérant pouvoir voler tout ce qu'il leur tombera sous le nez. Malheureusement pour lui, Sam est coincé par des enfants âgés de 6 à 10 ans qui lui demandent de leur raconter une histoire, celle d'Aladin. Il décide alors de la raconter mais à sa manière.

## Fiche technique
- Titre original : Les Nouvelles Aventures d'Aladin
- Réalisation : Arthur Benzaquen
- Scénario : Daive Cohen
- Photographie : Pierre Aïm
- Montage : Brian Schmitt
- Musique : Michael Tordjman, Maxime Desprez
- Production : Daniel Tordjman
- Sociétés de production : Pathé, 74 Films, M6 Films, Artémis Productions, en association avec la SOFICA Cinémage 9
- Société de distribution : Pathé Distribution
- Budget : 15 millions [EUR]
- Pays d'origine :  France
- Langue originale : français
- Format : couleur / noir et blanc
- Genre : comédie et fantastique
- Durée : 108 minutes
- Dates de sortie :
  - France : 29 août 2015 (Festival d'Angoulême) ; 14 octobre 2015 (sortie nationale)
  - Belgique : 14 octobre 2015

## Distribution
- Kev Adams : Sam / Aladin
- Jean-Paul Rouve : Jean-Pierre / le vizir
- Éric Judor : Frank Bonarel, l'écrivain philosophe[1] / le génie
- Michel Blanc : le père de Sofia / le sultan
- Vanessa Guide : Sofia / la princesse Shallia
- Audrey Lamy : Barbara / la servante, Rababa
- William Lebghil : Khalid / le faux neveu du vizir
- Cyril Hanouna : lui-même (à la radio)
- Arthur Benzaquen : le parfumeur / le magicien fou
- Nader Boussandel : l'agent de sécurité / le garde « teubé »
- Fatsah Bouyahmed : le chef de la sécurité / le garde chef
- Youssef Hajdi : Cheik Loukoums, le détective
- La Fouine : « Le Fourbe » le conseiller du Vizir
- Ramzy Bedia : Balouad
- Michaël Cohen : Le docteur, frère jumeau de l'homme décapité / l'homme décapité
- Andy Cocq : l'efféminé

## Bande originale
- Le Prince Aladin - Black M en duo avec Kev Adams
- Yallah yallah (L'arrivée d'Aladin) - Kev Adams

## Production

### Tournage
Le tournage a duré 2 mois et demi. Il a eu lieu au Maroc dans la ville et la plaine de Ouarzazate. Pendant le tournage, il y a eu une inondation, une grande chaleur et des tempêtes de sable. L'équipe a également joué dans les Galeries Lafayette et dans un studio en Belgique.

## Accueil

### Accueil critique
Dans l'ensemble, le film reçoit des critiques négatives. Sur l'IMDb, il obtient la note de 4,7/10, sur SensCritique, le film obtient une note moyenne de 2,6/10 de la part d'environ 5600 utilisateurs, et sur Allociné, le film obtient une note de 2,8/5 pour 14 critiques de presse et de 1,4/5 pour les spectateurs.

### Polémique
Le 18 octobre 2015, alors que la note y était de 3,3/5 pour 6 critiques, le site du quotidien belge L'Avenir affirme que Allociné ne tiendrait pas compte de critiques négatives parues dans de nombreux journaux. Des internautes soupçonnent le site de créer de faux profils de spectateurs accordant 5 étoiles sur 5 au film à des fins purement promotionnelles. Selon le magazine Les Inrocks, « cette suspicion se nourrit également du fait que la partie “commentaires” est étrangement fermée sur la fiche du film, alors que ce traitement n'avait pas été réservé pour des productions beaucoup plus controversées. » Allociné dément le lendemain soir des accusations.

### Box-office
Le film a réalisé un bon démarrage avec 231 998 entrées pour son premier jour en France sur 713 copies.
Le 28 octobre, Les Nouvelles Aventures d'Aladin cumule 2 818 226 entrées. Après quatre semaines d'exploitation, il atteint 3 880 903 entrées et 4 326 283 entrées au 1er décembre. Il terminera son exploitation au bout de 12 semaines en salles à la date de 5 janvier 2016 avec un total de 4 439 602 entrées.
| Pays ou région | Box-office        | Date d'arrêt du box-office | Nombre de semaines |
| -------------- | ----------------- | -------------------------- | ------------------ |
| France         | 4 439 602 entrées | 5 janvier 2016             | 12                 |

### Suite
La suite, Alad'2, sort en 2018.